# Billy Fury
Billy Fury, właśc. Ronald Wycherley (ur. 17 kwietnia 1940 w Liverpoolu, zm. 28 stycznia 1983 w Londynie) – brytyjski piosenkarz i aktor filmowy.

## Dyskografia

### Albumy studyjne
| Rok  | Tytuł               | UK Albums Chart |
| ---- | ------------------- | --------------- |
| 1960 | The Sound of Fury   | 18              |
| 1960 | Billy Fury          | –               |
| 1961 | Halfway to Paradise | 5               |
| 1963 | Billy               | 6               |
| 1983 | The One and Only    | 54              |

### Albumy koncertowe
| Rok  | Tytuł          | UK Albums Chart |
| ---- | -------------- | --------------- |
| 1963 | We Want Billy! | 14              |

### Kompilacje
| Rok  | Tytuł                                        | UK Albums Chart |
| ---- | -------------------------------------------- | --------------- |
| 1983 | The Billy Fury Hit Parade                    | 44              |
| 2008 | His Wondrous Story - The Complete Collection | 10              |

### Single

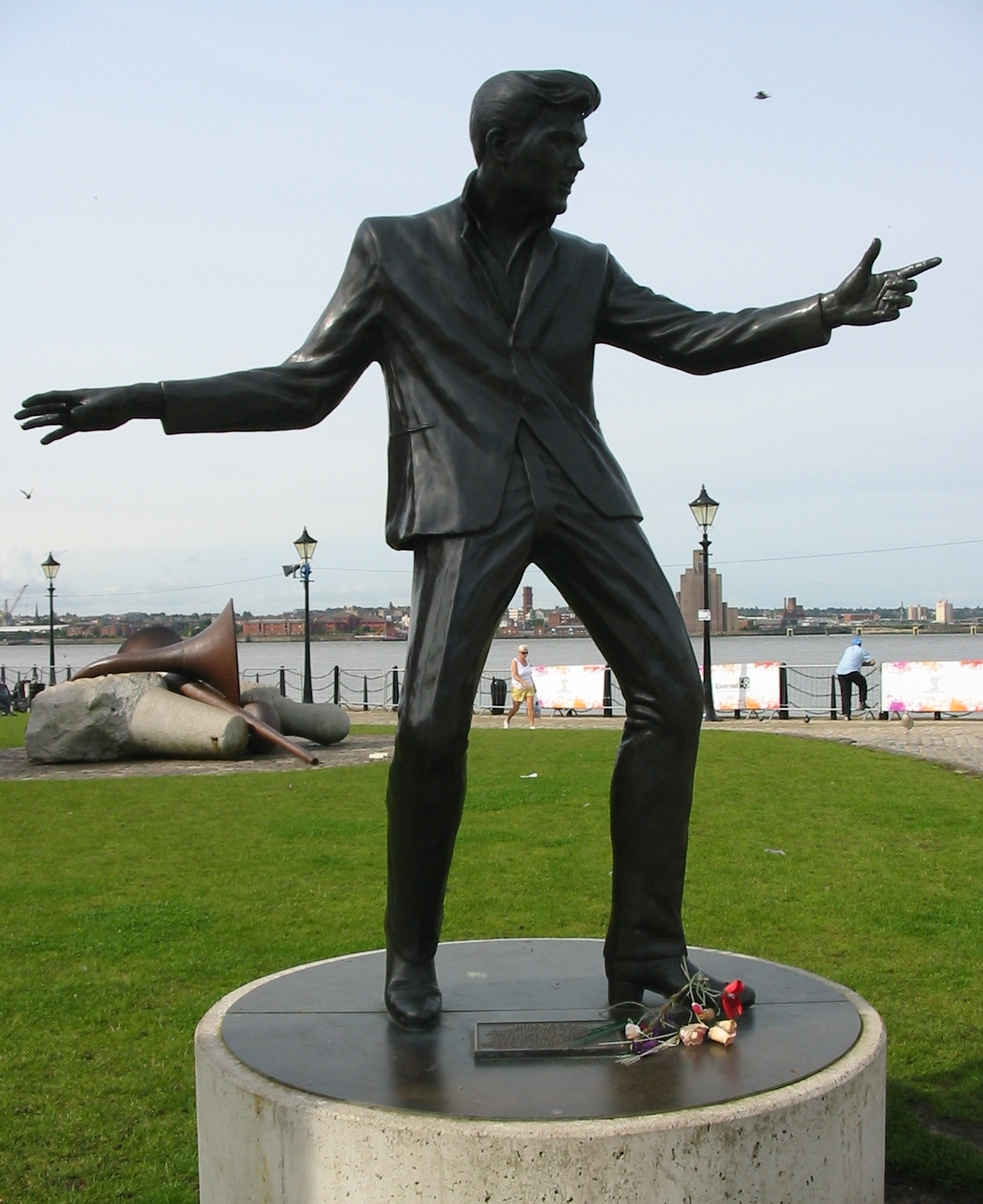
Posąg Fury’ego na terenie Albert Dock Liverpool

| Rok  | Tytuł                                        | UK Singles Chart | Wytwórnia    |
| ---- | -------------------------------------------- | ---------------- | ------------ |
| 1959 | „Maybe Tomorrow”                             | 18               | Decca        |
| 1959 | „Margo”                                      | 28               | Decca        |
| 1959 | „Angel Face”                                 | –                | Decca        |
| 1959 | „My Christmas Prayer”                        | –                | Decca        |
| 1959 | „Collette”                                   | 9                | Decca        |
| 1960 | „That's Love”                                | 19               | Decca        |
| 1960 | „Wondrous Place”                             | 25               | Decca        |
| 1960 | „A Thousand Stars”                           | 14               | Decca        |
| 1961 | „Don't Worry”                                | 40               | Decca        |
| 1961 | „Halfway to Paradise”                        | 3                | Decca        |
| 1961 | „Jealousy”                                   | 2                | Decca        |
| 1961 | „I'd Never Find Another You”                 | 5                | Decca        |
| 1962 | „Letter Full of Tears”                       | 32               | Decca        |
| 1962 | „Last Night Was Made for Love”               | 4                | Decca        |
| 1962 | „Once Upon a Dream”                          | 7                | Decca        |
| 1962 | „Because of Love”                            | 18               | Decca        |
| 1963 | „Like I've Never Been Gone”                  | 3                | Decca        |
| 1963 | „When Will You Say I Love You?”              | 3                | Decca        |
| 1963 | „In Summer”                                  | 5                | Decca        |
| 1963 | „Somebody Else’s Girl”                       | 18               | Decca        |
| 1963 | „Do You Really Love Me Too? (Fools Errand)”  | 13               | Decca        |
| 1964 | „I Will”                                     | 14               | Decca        |
| 1964 | „It’s Only Make Believe”                     | 10               | Decca        |
| 1965 | „I’m Lost Without You”                       | 16               | Decca        |
| 1965 | „In Thoughts of You”                         | 9                | Decca        |
| 1965 | „Run to My Lovin’ Arms”                      | 25               | Decca        |
| 1966 | „I’ll Never Quite Get Over You”              | 35               | Decca        |
| 1966 | „Don’t Let a Little Pride Stand in Your Way” | –                | Decca        |
| 1966 | „Give Me Your Word”                          | 27               | Decca        |
| 1967 | „Hurtin’ is Loving”                          | –                | Parlophone   |
| 1967 | „Loving You”                                 | –                | Parlophone   |
| 1967 | „Suzanne in the Mirror”                      | –                | Parlophone   |
| 1968 | „Beyond the Shadow of a Doubt”               | –                | Parlophone   |
| 1968 | „Silly Boy Blue”                             | –                | Parlophone   |
| 1968 | „Phone Box”                                  | –                | Parlophone   |
| 1968 | „Lady”                                       | –                | Parlophone   |
| 1969 | „I Call for My Rose”                         | –                | Parlophone   |
| 1969 | „All the Way to the USA”                     | –                | Parlophone   |
| 1970 | „Why Are You Leaving?”                       | –                | Parlophone   |
| 1970 | „Paradise Alley”                             | –                | Parlophone   |
| 1972 | „Will the Real Man Stand Up?”                | –                | Fury Records |
| 1974 | „I’ll Be Your Sweetheart”                    | –                | Warner Bros. |
| 1981 | „Be Mine Tonight”                            | –                | Polydor      |
| 1982 | „Love or Money”                              | 57               | Polydor      |
| 1982 | „Devil or Angel”                             | 58               | Polydor      |
| 1983 | „Let Me Go, Lover!”                          | –                | Polydor      |
| 1983 | „Forget Him”                                 | 59               | Polydor      |